# 斯洛比德卡-奧赫里莫韋齊卡
49°5′40″N 27°15′18″E / 49.09444°N 27.25500°E
斯洛比德卡-奧赫里莫韋茨卡（烏克蘭語：Слобідка-Охрімовецька）是位於烏克蘭西部的村莊，由赫梅利尼茨基州裡赫梅利尼茨基區的溫基夫齊市鎮負責管轄。該村始建於1493年，面積2.94平方公里，海拔高度334米，2001年人口930。